# Schronisko Antona Bavčera na Čavnie
Schronisko Antona Bavčera na Čavnie (słoweń. Koča Antona Bavčerja na Čavnu) – schronisko turystyczne, które leży między Velikim MOdrasovcem (1315 m) i Malą gorą (1034 m) na skraju Lasu Trnovskiego. Schronisko otwarto w 1974 i nosi imię alpinisty Antona Bavčera. Zarządza nim PD (Towarzystwo Górskie) Ajdovščina i jest otwarte w soboty, niedziele i święta, od początku maja do końca września. Ma przestrzeń dla gości z 50 miejscami i barem. Noclegi oferuje w dwóch pokojach z 10 łóżkami i we wspólnej sali z 30 miejscami.

## Dostęp
- z Ajdovščiny przez Lokavec (3-3,30h)
- z Vrtovina przez Kucelj (3,30h)
- z Predmei (1,30h)

## Szlaki
- na Veliki Modrasovec (1353 m) 30min.
- na Čaven (1185 m) 1,30h
- na Mali Golak Słoweńskim Szlakiem Górskim 3h